# 寬政
寬政是日本的年號之一，在天明之後、享和之前，指的是1789年到1801年之間。此時代的天皇是光格天皇，江戶幕府的將軍是德川家齊。

## 改元
- 天明9年1月25日（公元1789年2月19日） 因内裏炎上等災異而改元。
- 寬政13年2月5日（公元1801年3月19日） 改元為享和。

## 出典
出自《左傳》的「施之以寬、寬以濟猛、猛以濟寬、政是以和」。

## 寬政年間要事
- 天明7年（1787年）- 寬政5年（1793年）：寬政改革
- 寬政4年（1792年）：島原山崩肥後災難
- 寬政10年（1798年）：曆法改為寬政曆（日语：寛政暦）

## 出生
- 5年：德川家慶（江戶幕府第十二代征夷大將軍）、遠山景元（江戶幕府町奉行）
- 6年：水野忠邦（江戶幕府老中首座、遠州濱松藩（日语：浜松藩）藩主）
- 8年：鳥居耀藏（日语：鳥居耀蔵）（江戶幕府町奉行）
- 12年：德川齊昭（德川慶喜生父、常陸水戶藩藩主）、仁孝天皇（第120代天皇）

## 逝世
- 5年：高山彥九郎（享年46）、林子平（享年55）
- 9年：蔦屋重三郎（日语：蔦屋重三郎）（享年48）
- 12年：工藤平助（日语：工藤平助）（享年67）

## 西元對照表
| 寬政 | 元年   | 2年    | 3年    | 4年    | 5年    | 6年    | 7年    | 8年    | 9年    | 10年   |
| ---- | ------ | ------ | ------ | ------ | ------ | ------ | ------ | ------ | ------ | ------ |
| 西元 | 1789年 | 1790年 | 1791年 | 1792年 | 1793年 | 1794年 | 1795年 | 1796年 | 1797年 | 1798年 |
| 干支 | 己酉   | 庚戌   | 辛亥   | 壬子   | 癸丑   | 甲寅   | 乙卯   | 丙辰   | 丁巳   | 戊午   |
| 寬政 | 11年   | 12年   | 13年   |        |        |        |        |        |        |        |
| 西元 | 1799年 | 1800年 | 1801年 |        |        |        |        |        |        |        |
| 干支 | 己未   | 庚申   | 辛酉   |        |        |        |        |        |        |        |

## 相關項目
| 前一年號： 天明 | 日本年號 | 下一年號： 享和 |